# Zeta Trianguli Australis
Zeta Trianguli Australis (ζ Trianguli Australis, förkortat Zeta TrA, ζ TrA) som är stjärnans Bayerbeteckning, är en dubbelstjärna belägen i den mellersta delen av stjärnbilden Södra triangeln. Den har en kombinerad skenbar magnitud på 4,90 och är synlig för blotta ögat där ljusföroreningar ej förekommer. Baserat på parallaxmätning inom Hipparcosuppdraget på ca 82,5 mas, beräknas den befinna sig på ett avstånd på ca 40 ljusår (ca 12 parsek) från solen.

## Egenskaper
Primärstjärnan Zeta Trianguli Australis A är en gul till vit stjärna i huvudserien av spektralklass F9 V. Den har massa som är omkring 10 procent större än solens massa, en radie som är ungefär lika stor som solens och utsänder från dess fotosfär ca 1,4 gånger mera energi än solen vid en effektiv temperatur av ca 6 100 K. 
Zeta Trianguli Australis är en spektroskopisk dubbelstjärna med en omloppsperiod på 13 dygn, och en låg excentricitet på 0,014, vilket gör omloppsbanan nästan cirkulär. Något överraskande för en stjärna som ligger vid 70° S är att den är en möjlig medlem i rörelsegruppen Ursa Major. Det finns emellertid vissa bevis för motsatsen.